# Fikuh
Fikuh ili fikh (tur. fıkıh ← arap. fiqh; u prijevodu na hrvatski: razumijevanje vjere) je islamsko-pravna znanost. Bavi se razradom, klasificiranjem i definiranjem šerijatskih norma. Poznavatelji fikha su fakihi (islamski pravnici). Oni nude najbolja moguća rješenja i okvire za primjenu šerijatskih normi. Da bi izveli pravila šerijata iz osnovnih islamskih vrela fakihi ulažu umne napore koji se naziva idžtihad.